# Маљионе-Кроза (Бјела)
Маљионе-Кроза је насеље у Италији у округу Бијела, региону Пијемонт.
Према процени из 2011. у насељу је живело 232 становника. Насеље се налази на надморској висини од 412 м.